# The Stealers
The Stealers is een Amerikaanse stomme film uit 1920 onder regie van Christy Cabanne.

## Verhaal
Dominee Robert Martin is enkele jaren geleden in de steek gelaten door zijn vrouw. Hij gebruikt dit als een excuus om zijn criminele praktijken te verklaren. Terwijl hij toespraken houdt in de kerk, stelen zijn bendeleden de portefeuilles van de bezoekers. Wanneer zijn dochter lid besluit te worden van de bende, plant hij te stoppen met de diefstallen. Zij weet namelijk niets af van zijn criminele kant en hij wil dat zo houden. Diezelfde avond breekt er een wilde storm uit. Martin raakt blind door een bliksemschicht die tevens het huis in brand zet. Hij bidt dat zijn dochter de brand overleeft. Als zij er inderdaad zonder kleerscheuren vanaf komt heeft hij zijn geloof in God weer terug. Aan het einde krijgt hij zijn zicht weer terug en keert ook zijn vrouw naar hem terug.

## Rolbezetting
| Acteur            | Personage             |
| ----------------- | --------------------- |
| William H. Tooker | Dominee Robert Martin |
| Robert Kenyon     | Martin (als jongeman) |
| Myrtle Morse      | Mevrouw Martin        |
| Norma Shearer     | Julie Martin          |
| Ruth Dwyer        | Mary Forrest          |
| Eugene Borden     | Sam Gregory           |
| Matthew Betz      | Bert Robinson         |

## Achtergrond
De film haalde inspiratie uit The Miracle Man (1919), een film die zorgde voor Lon Chaneys doorbraak. Hij werd in twee weken opgenomen in de zomer van 1920. Hij werd uitgebracht als een lowbudget-B-film en kende geheel onverwachts een enorm succes. De première vond plaats in de balzaal van Hotel Astor in New York. Norma Shearer, die in haar eerste film speelt waarin haar naam op de voortiteling is te zien, kreeg wegens het onverwachte succes veel aandacht. Producent Irving Thalberg zag haar in de film en was onder de indruk van de toen nog onbekende actrice. Ze zouden later met elkaar trouwen.
Desondanks brak Shearer niet door als ster. Ze was in de rest van 1920 niet meer te zien in de bioscoop en moest nog steeds hard haar best doen om rollen te bemachtigen.